# Crassispira asthenes
Crassispira asthenes é uma espécie de gastrópode do gênero Crassispira, pertencente à família Pseudomelatomidae.